# Jiří Fencl (tenista)
Jiří Fencl (1971 – 26. ledna 2025) byl český tenisový trenér a spoluautor tenisové aplikace Resultina.

## Kariéra
Působil jako trenér u českého Fedcupového týmu. Později se stal trenérem Ivety Benešové. Nejdelší byla jeho spolupráce s Lucií Hradeckou, kterou trénoval až do konce její kariéry. Mimo to spolupracoval i s Markétou Vondroušovou, Andreou Sestini Hlaváčkovou a Marií Bouzkovou.
Společně s Lukášem Březinou založil aplikaci Resultina, která zobrazuje statistiky o hráčích a zápasech.

## Nemoc a smrt
Zemřel 26. ledna 2025 ve věku 53 let. Od jara 2023 se léčil s rakovinou. Poslední rozloučení s ním proběhlo 3. února v krematorium Strašnice. Zúčastnil se jej například Radek Štěpánek, Lucie Hradecká nebo Petra Kvitová.